# Jean-Yves Boulic
Jean-Yves Boulic est journaliste politique et enseignant né à Guipavas (Finistère) le 10 août 1943. 

## Biographie
Après une année d’études de médecine à Angers, il s’oriente vers la philosophie : licence puis 3e cycle d’ethno-psychologie. En parallèle, il suit les cours du Centre de formation des journalistes (CFJ) à Paris, dont il obtient le diplôme en 1969. Il fait son service national, dans la coopération en Tunisie, comme professeur de philosophie et de français à Monastir pendant deux ans.
En 1973, il entre au service politique du Figaro, qu’il quitte en 1977 pour participer à l’expérience (très brève) du quotidien « J’Informe ». Pigiste pour plusieurs revues, il rejoint en 1980 Le Quotidien de Paris, puis deux ans plus tard l’hebdomadaire Le Point. En 1987, il entre à la rédaction parisienne d’Ouest-France comme éditorialiste politique, poste qu’il occupera pendant plus de vingt ans.
De 2009 à 2016, il enseigne à l’Institut catholique de Paris « l’éthique et le droit de l’information ».

## Ouvrages
- Questions sur l'essentiel (tomes 1 et 2). Cerf. 1979
- Le Pays des Abers. Ouest-France. 1980
- Le Bonheur, la vie, la mort, Dieu... Cerf. 1981
- Charlemagne, empereur d'Europe. Médialogue. 1991
- Henri de Kerillis, l'absolu patriote (avec Annik Lavaure). Presses Universitaires de Rennes. 1997
- Ceux qui croient au ciel et ceux qui n'y croient pas. Grasset. 2002
- Eloge des vertus . Saint-Simon. 2018
- Mes Cailloux Blancs. Les mots d'une vie. Le Lys Bleu. 2023

## Récompense
- 1980 : prix de l'Académie française pour Questions sur l'essentiel